# الحرب التونسية الجزائرية 1807
الحرب التونسية الجزائرية
(1807) هي حرب خاضتها تونس بقيادة حمودة باشا ووزير دولته القوي يوسف صاحب الطابع ضد بايلك قسنطينة بقيادة حسين باي بن صالح باي قصد ايقاف الزحف الجزائري على البلاد التونسية إثر فشل حصار قسنطينة.

## الخلفية
كانت إيالة الجزائر قبل حكم حمودة باشا بن علي تمارس ضغوطات على الإيالة التونسية بدعم و إشراف من الباب العالي ،فبالإضافة إلى محاولة التدخل في شؤونها وفرض شكل من الوصاية السياسية عليها كانت عمليات الإغارة والنهب تقام بصفة دورية على القرى التونسية الحدودية المتاخمة للبايلك. 
حتى أن بايليك إيالة الجزائر كان يفرض أن يكون العلم الممثل لسلطتهم أعلى من العلم التونسي على النقاط الحدودية، لكن تغيرت هذه الوضعية مع وصول حمودة باشا الحسيني إلى الحكم سنة 1782.

## الوقائع
مع تنصيب حمودة باشا على العرش التونسي سنة 1782 قطعت إتاوة الزيت التي كانت تدفع للجزائر.
كما خرجت محلّة البايات الخمس لترهيب باي قسنطينة سنة 1783 ردا على إستفزازاته على الحدود التونسية، وجاب جيش حمودة باشا البلاد التونسية لاربعة أشهر لاثبات سيادته وتأكيد سلطته. 
وعندما كانت تونس منشغلة في حربها ضد البندقية سنة 1787، استغل باي قسنطينة الفرصة لتهديد حمودة باشا بالحرب كما لوحظت حركات مريبة لجيشه على الحدود فأتت الوساطة الإسبانية بطلب تونسي لكي لا تقع المملكة التونسية بين شقي رحي.[بحاجة لمصدر]
استمال حمودة باشا باي قسنطينة الذي كان من ألد أعداء تونس (ذلك بعد طلبه ضم منطقة الجريد لحوزته) وقد كانت لهذه الاستمالة نتائج كبيرة في قطع العلاقات رسميا ما بين الدولتين حيث صدر قرار بإعدام مصطفى لنڨليز باي قسنطينة السابق والذي إلتجأ إلى تونس ووعد بإرجاع ملك قسنطينة للمملكة التونسية وقد استجاب له حمودة باشا بإبطال جميع الإجرائات الإستثنائية الي كانت في صالح الإيالة الجزائرية مثل إبطال النفقات المخصصة لضيافتهم وإيوائهم ومن ثم طردهم ورفع العلم التونسي عاليا فوق قشلة القصبة في تونس والكاف وفي المناطق الحدودية التي تحرسها تشكيلات من الجيش التونسي بعدما كانت ترفع منكوسة.

## أطوار الحرب
إنتظر حمودة أن يبادر دايات الجزائر بالأعمال العدوانية فكان له ما أراد فأوفدوا قطعًا حربية بحرية ضربت حصار على ميناء حلق الوادي ثم قصفته وهنا أوفدت تونس جيشا قوامه 40 ألف مقاتل وصل مدينة قسنطينة عاصمة البايلك وضرب عليها حصارًا من جانفي 1807 إلى أفريل 1807، فخرج لها الحسين بجيش قليل، فوقعت الهزيمة على باي قسنطينة، وهرب إلى ناحية الجميلة (قرب سطيف). ولما وصل الخبر إلى الباشا، أنشأ عمارتين من فرسان وعسكر، فبعثت عمارة العسكر في البحر، وعمارة الفرسان في البر، فما كانت إلاّ أيام حتى وصلوا وقابلوا عمارة تونس بطرف قسنطينة، وصار بينهم قتال عظيم، وبالرغم من ان الدلائل كانت تنبئ بانتصار الجيش التونسي الا ان خيانة بعض الأغوات الانكشاريين وإعطائهم الأمر بالانسحاب عرض الحملة كلها للفشل فحقق من خلاله القسنطينيون الفوز على عمارة تونس، واستولوا على المؤن والذخيرة، والتحق 600 جندي تونسي إلى جانب قسنطينة. بعد هذا الانتصار جاءت الأوامر من الجزائر بالزحف على تونس، فقاد الباي حسين باي بن صالح باي و«الباشا آغا» 30 ألف رجل إلى تونس في جويلية 1807.
بعد انكسار الجيش التونسي على مدخل قسنطينة وتقهقره بسبب خيانة قادته الذين إلتحقو بالشقّ الجزائري إذ كان معظمهم انكشاريين ورفضوا مُحاربة الانكشاريين زملائهم في الشق الجزائري، ذعر حمودة باشا من إمكانية الغزو، فأعلن النفير العام وعمد إلى تجييش الشعب وأسس جيشا تونسيا جديدًا معتمدًا على تشكيلات من زواوة وفرسان المخزن ومرازڨية وصبايحية بالإضافة لجند زواوة النظامي وجمع 24 ألف مقاتل منهم فقط 1500 جندي انكشاري، بقيادة وزيره المُخلص ورجل دولته القوي يوسف صاحب الطابع.
و كان ثلاثة أرباع العساكر التونسية من الخيالة مع 4500 عسكري من عسكر زواوة. واجه هذا الجيش جيشا جزائريا متكونا من 30 ألف منهم قرابة 5000 عسكري انكشاري ممن تخلو عن الجيش التونسي في معركة حصار قسنطينة.
تقابل الجيشان بمنطقة وادي سراط قرب مدينة الكاف التونسية في جويلية 1807، فدارت المعارك بضعة أيام انهزم فيها الجزائريون وتشتتوا بين قرى وارياف الكاف ولم ينجوا منهم إلاّ عدد قليل من الأتراك حيث فروا باتجاه قسنطينة ثم الجزائر.

## الحرب البحرية
اوفدت ايالة الجزائر اسطولا إلى جربة قصد نهب الجزيرة ولكنه هزم ورجع ليعترضه أسطول في خليج الحمامات ليناوشه في معركة سقط فيها الرايس محمد المورالي أسيرًا بيد الجزائريين وأرسل للجزائر حيث أعدم، كما انهزم الأسطول البحري الجزائري بطبرقة وبحلق الوادي في مناسبتين في 1807 و 1813 على يد الأسطول التونسي.

## ما بعد الحرب
لما انهزم الجزائريون وحلت بهم الخسارة، كان لباشا آغا حيلة حيث مكر بحسين باي، وقال بأن باي قسنطينة هو الذي هرب بجيوشه حتى صارت تلك الهزيمة، ولولا هروبه لكان النصر، واستشهد في قوله ببعض أصدقائه، ووافقوا على مكره وافترائه، فلما وصل إلى الباشا ذلك الجواب، وتحقق بما فيه من خطاب، استفاض وأمر بقتل الحسين باي بن صالح باي، فقُتل مخنوقا وكان موته عام 1807، وبالتالي كانت نهايته مؤلمة كما حصل مع أبيه من قبل.
بقيت المناوشات البرية مستمرة وكانت في أغلب الأحيان عفوية ولكن الكلمة كانت فيها لفرسان القبائل وخاصة أولاد بوغانم ومڨعد اللذين ناوشوا بنجاح جيوش دايات الجزائر أو أفراد القبايل من المغيرين.
وبذلك خلصت مملكة تونس[بحاجة لمصدر] من وصاية دايات الجزائر عليها فتمددت بجهة الكاف وقامت بتثبيت حدودها، ومنذ تلك الحرب، لم يحدث أي نزاع بين الجانبين طيلة 23 سنة إلى حين الاحتلال الفرنسي للجزائر سنة 1830.

## مقالات ذات صلة
- تاريخ تونس
- حمودة باشا
- يوسف صاحب الطابع
- حروب حمودة باشا
- الأسطول البحري الجزائري